# Halls Corner
Halls Corner è una comunità non incorporata degli Stati Uniti d'America situata nella Contea di Kings, nello Stato della California. Si trova a una distanza di circa 4,8 km a nord-nordovest di Lemoore.
Hall's Corner è l'intersezione tra la California State Route 41 e Grangeville Boulevard; nel suo angolo sud-orientale David Hall costruì un negozio.